# Sargus limbatus
Sargus limbatus är en tvåvingeart som beskrevs av Macquart 1838. Sargus limbatus ingår i släktet Sargus och familjen vapenflugor.
Artens utbredningsområde är Madagaskar. Inga underarter finns listade i Catalogue of Life.